# مونشترهاوزن
مونشترهاوزن (به آلمانی: Münsterhausen) یک شهر در آلمان است که در گونتسبورگ واقع شده‌است.